# Onocephala suturalis
Onocephala suturalis là một loài bọ cánh cứng trong họ Cerambycidae.